# Kudang Tenda
Kudang Tenda (Schreibvariante: Kundang Tenda) ist eine Ortschaft im westafrikanischen Staat Gambia.
Nach einer Berechnung für das Jahr 2013 leben dort etwa 405 Einwohner, das Ergebnis der letzten veröffentlichten Volkszählung von 1993 betrug 282.

## Geographie
Kudang Tenda in der Central River Region im Distrikt Niamina East liegt am linken Ufer des Gambia-Flusses. Der Ort liegt unmittelbar am Ufer des Flusses, es befindet sich hier eine Anlegestelle für Binnenschiffe.

## Persönlichkeiten
- Ousman Ahmadou Sallah (1938–2023), Diplomat